# كاريل لامبرت
كاريل لامبرت (بالإنجليزية: Karel Lambert)‏ هو فيلسوف أمريكي، ولد في 1928.